# Монгольско-японские отношения
Монгольско-японские отношения — двусторонние дипломатические отношения между Монголией и Японией, установленные 24 февраля 1972 года. До середины 1950-х годов двусторонние отношения были враждебными. В 1956—1972 годах были урегулированы взаимные претензии между Монгольской народной республикой и Японией. В 1973—1991 годах двусторонние отношения развивались динамично. В 1990-е годы Япония оказала Монголии значительную помощь в переходе к рыночной экономике. Политические контакты находятся на высоком уровне — с 2000-х годов премьер-министры двух стран встречаются каждые 4 месяца. Двусторонняя торговля представлена в основном поставками из Японии в Монголию (около 7 % монгольского импорта в 2013 году).

## История

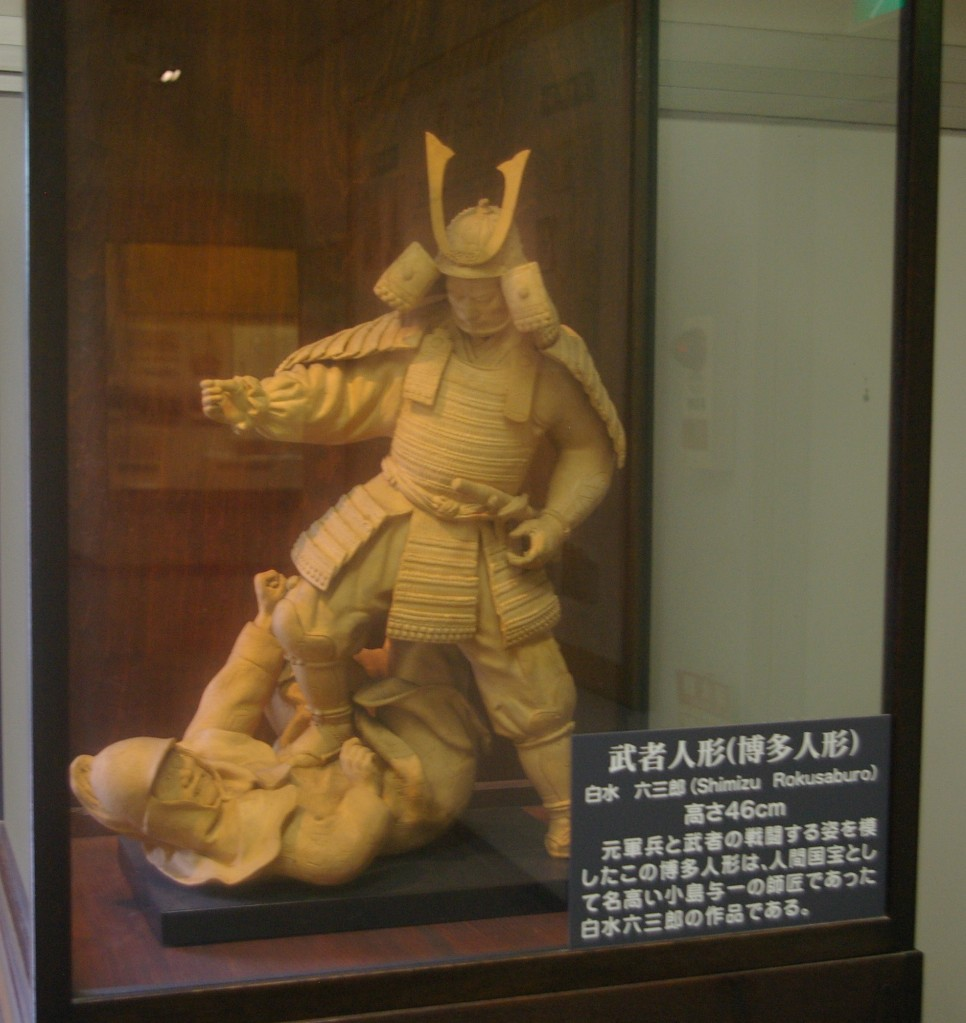
Самурай, избивающий монгольского захватчика

Контакты между Монголией и Японией известны уже в XIII веке. В 1274 и 1281 годах внук Чингисхана Хубилай пытался захватить Японию, но оба раза потерпел поражение.
В 1638 году власти Японии перешли к политике сакоку, закрытия страны для иностранцев. Из азиатских стран только китайцам разрешалось присылать в Японию два корабля в год. К тому же с 1691 года Монголия оказалась в составе Китая. Это исключало какие-либо монгольско-японские прямые контакты.
Монголия получила фактическую независимость в 1911 году. В 1921 году в Монголии произошла революция, в ходе которой советские войска заняли эту страну. С этого момента Монголия попала в зависимость от Советской России. В 1924 году была провозглашена просоветская Монгольская народная республика, не признанная японскими властями.
В 1930-е годы Япония и Монгольская народная республика стали откровенно враждебны друг другу. Монгольская народная республика проводила откровенно просоветскую политику и на её территории были размещены советские войска. В этот период Монголия и Япония обрели фактически общую границу. Японцы в 1931 году оккупировали приграничную с Монголией Маньчжурию, создав там Маньчжоу-го. В приграничной с МНР Внутренней Монголии под японским контролем в 1936—1937 годах было создано марионеточное государство Мэнцзян («монгольские пограничные земли»). Уже с 1935 года на монгольско-манжчурской границе проходили непрерывные вооруженные столкновения и пограничные конфликты с жертвами и ранеными с обеих сторон.
В 1939 году японские войска вторглись на территорию Монголию, но были разгромлены советско-монгольскими частями. В 1945 году советско-монгольские войска вступили на территорию Маньчжурии, разгромив как японцев, так и армию Мэнцзяна. Марионеточные прояпонские государства были ликвидированы и общая фактическая граница между Монголией и Японией исчезла.
В 1945—1956 годах установлению дипломатических отношений между Монголией и Японией мешали взаимные претензии. Монголия требовала возмещения ущерба, нанесенного ей японской стороной. Х. Чойбалсан между октябрем 1946 года и маем 1947 года направил два письма в Дальневосточную комиссию, в которых оценил этот ущерб в 80 млн долларов. Со своей стороны Япония высказывала недовольство тем фактом, что монгольские власти не отпускали японских военнопленных. Кроме того, Монгольская народная республика рассматривалась большинством стран мира как часть Китая.
Улучшение отношений между Монголией и Японией началось в 1956 году одновременно с нормализацией советско-японских отношений. Началом стали контакты монгольских властей с японскими журналистами. В апреле 1956 года в Монголию прибыл японский журналист Кен Имиро, который встретился с высшими руководителями монгольского государства. В беседе с ним Ю. Цеденбал сообщил, что большинство военнопленных были уже репатриированы и что монгольская сторона согласна передать прах умерших военнопленных японской стороне. В июне 1956 года Монголию посетила делегация из 12 членов Комитета Японии по солидарности со странами Азии. Неофициальные контакты продолжались — в Монголию ездили японские граждане, а монголы посещали страну Восходящего солнца. Однако японские власти не торопились устанавливать дипломатические отношения.
В мае 1957 года вышло советско-монгольское заявление, в котором сообщалось следующее:

Правительство МНР положительно оценивает установление дипломатических отношений между СССР и Японией и заявляет о готовности вступить в переговоры с Правительством Японии по вопросу нормализации отношений между МНР и Японией
Хотя советско-монгольское заявление 1957 года осталось без ответа, Япония не стала препятствовать вступлению Монгольской народной республики в ООН в 1961 году.
В 1960-е — 1970-е годы двусторонние контакты активизировались. В августе 1966 года два члена Парламента Японии посетили места захоронения японских военнопленных в Монголии. 24 февраля 1972 года между Монголией и Японией были установлены дипломатические отношения.
В 1975 и 1978 годах в обеих палатах японского парламента были созданы японско-монгольские комиссии. В Народном Хурале Монголии в 1977 году была создана монгольско-японская комиссия.
В 1970-е годы был фактически решен вопрос о репарациях. Япония выделила МНР грант в размере 5 млрд иен, на который была построена фабрика по производству кашемира «Гоби» (заработала в 1976 году, перешла на полный цикл производства в 1981 году).

## Современность
Распад СССР привел к тому, что Монголия вышла из социалистического лагеря. В 1990-е годы в Монголии проводились экономические реформы. Их главным спонсором которых была Япония, выделившая в 1991—1992 годах 30 млн долларов безвозмездной помощи Монголии. В 1993 году Япония безвозмездно выделила Монголии ещё около 1,8 млн долларов. В 1993 году вступил в строй металлургический завод в Дархане, построенный на льготные японские кредиты.
Активизировались после распада СССР также политические контакты. С 2000-х годов премьер-министры Монголии и Японии встречаются один раз в четыре месяца. Монголия служит для Японии посредником в деле о захваченных в Северной Корее японских гражданах.
Монголия неожиданно сильно повлияла на культуру Японии, когда в традиционно японском искусстве борьбы Сумо четверо подряд бойцов, достигших высшего ранга ёкодзуна в 2003—2014 годах были уроженцами Монголии.

## Двусторонняя торговля
В послевоенные годы объём монгольско-японской торговли были невелик. С 1957 года начинается заключение монгольско-японских соглашений. В 1957 году в Пекине были заключены соглашения Японии, Монголии и Китая о развитии японско-монгольской торговле и о создании Ассоциации развития торговли Монголии и Китая. В 1959 году между Японией и Монголией было подписано соглашение о перевозке грузов и обмене товарами. Тем не менее двусторонний товарооборот был незначителен. В 1960 году двусторонний товарооборот составил всего 40 тыс. долларов, в 1963 году — 600 тыс. долларов, в 1964 году — 700 тыс. долларов. Затем двусторонний товарооборот вырос и составлял (по годам):
- 1972 год — 1,1 млн долларов;
- 1982 год — 7 млн долларов;
- 1989 год — 30,5 млн долларов.

После распада СССР объёмы двусторонней торговли резко возросли, особенно с 2005 года. По годам объёмы двусторонней торговли составили:
- 2005 год — 81,3 млн долларов;
- 2010 год — 199,2 млн долларов;
- 2013 год — 454,7 млн долларов.

Назвать эту торговлю двусторонней можно только очень условно. Товарооборот двух стран почти полностью состоит из японских поставок в Монголию. За 2013 год Монголия приобрела японских товаров на 444,4 млн долларов, а продала в Японию товаров лишь на 10,5 млн долларов. При этом объёмы японских поставок в Монголию растут намного быстрее, чем поставки из Монголии в Японию. С 2005 по 2013 годы японские поставки в Монголию увеличились с 75,5 млн долларов до 444,2 млн долларов, то есть выросли в 5,9 раза. За этот же период поставки из Монголии в Японию выросли с 5,8 млн долларов до 10,5 млн долларов, то есть только в 1,8 раза. Монгольские поставки в Японию (данные за 2000-е годы) — кашемир и изделия из него, текстиль, медь.
Удельный вес Японии в торговле Монголии низок. В 2013 году на Японию пришлось 7,0 % монгольского импорта и 0,2 % монгольского экспорта.

## Туризм
Монголия не была особенно посещаемым японскими туристами местом. В 1978 году в МНР побывали 200—250 туристов из Японии.